# Línea 6 del Metrorrey
La línea 6 del Metrorrey es una de las dos actualmente en construcción del Sistema de Transporte Colectivo Metrorrey que comunicará a los municipios de Monterrey, Guadalupe, San Nicolás de los Garza y Apodaca. Contará con una extensión aproximada de 17.6 kilómetros por parte de Mota Engil, y se sumarán alrededor de 24 kilómetros con una ampliación al Aeropuerto de parte de Garza Ponce. Conectará con las líneas 3 y 4 en la estación «Santa Lucía», frente a la Unidad Médica de Alta Especialidad Nº 33 del Instituto Mexicano del Seguro Social (IMSS). Se conecta con la línea 1 en la estación «Y» Griega.
El 29 de abril de 2022 el Gobierno del Estado de Nuevo León lanzó una licitación pública internacional para la construcción de la línea. Los trabajos de construcción iniciaron el 11 de febrero de 2023. Se espera que la segunda etapa que constará de la construcción de 13.5 kilómetros de las líneas 4 y 6 se concluya el 30 de noviembre de 2024.
Iniciará su recorrido en el Hospital de Ginecología; en Monterrey, sigue por avenida Constitución y entra al Parque Fundidora donde se incorpora a la vitapista y sale a Prolongación Madero, continúa por avenida Miguel Alemán hasta el centro del municipio de Apodaca y finaliza en el Aeropuerto. 
El gobernador Samuel García, ha mencionado en varias ocasiones una ampliación a futuro que conecte con el Aeropuerto Internacional de Monterrey, ubicada en el periférico del municipio de Apodaca.

## Historia

### Controversia por línea 5
En inicios de 2022, tras el anuncio del primer plan maestro de las nuevas líneas del Metrorrey, vecinos del sur de Monterrey se manifestaron en contra de la construcción de la línea 5 al considerar que un viaducto elevado irá en detrimento de todo ese sector, exigiendo que la línea debía ser subterránea. Argumentaron que se reducirían carriles en la Avenida Garza Sada, se cerrarían negocios con las obras y además, estéticamente «impactará negativamente» las propiedades y la plusvalía. Por ello, el 15 de febrero de 2022 protestaron frente a Palacio de Gobierno donde entregaron un escrito dirigido al gobernador de Nuevo León Samuel García para que les escuche y en todo caso, se construya la Línea 5 por vía subterránea.

### Proyecto de la Línea 6
Tras las protestas de los vecinos del sur de Monterrey, el gobierno de Nuevo León anunció que incluirían en el plan maestro la Línea 6 que recorrería del centro del municipio de Monterrey hasta el centro del municipio de Apodaca por si la construcción de la Línea 5 no fuese posible. En marzo de 2022, el gobernador de Nuevo León, Samuel García advirtió a los opositores de la Línea 5, que la obra se construirá así que se anunció que se construiría las tres líneas.

### Proceso de licitación
El 9 de septiembre de 2022 concluyeron las aperturas técnicas como parte del proceso de la licitación pública internacional, dos consorcios se registraron en busca de ganar la adjudicación de la construcción de las Líneas 4, 5 y 6. Uno de los consorcios está conformado por las empresas Mota-Engil México y China Communications Construction Company, mismos que tienen también la construcción de un tramo del Tren Maya. El otro consorcio está conformado por las empresas Ferrovías del Bajío, Hércules Construcciones de Monterrey, Constructora Moyeda, Manufacturas Metálicas Ajax, Tordec, Inversiones Ferroviarias de México, Consega Diseño y Construcciones, y Vivienda y Construcciones.
El 15 de septiembre de 2022 se presentaron las propuestas económicas por parte de ambos consorcios y, de acuerdo con el calendario de la licitación, el 23 de septiembre de 2022 se le otorgue el fallo definitivo al consorcio ganador. Durante la etapa de presentación de propuestas económicas para la construcción, la Secretaría de Movilidad y Planeación Urbana de Nuevo León desechó la propuesta del consorcio integrado por las empresas mexicanas Ferrovías del Bajío, Constructora Moyeda, Hércules Construcciones de Monterrey, Manufacturas Metálicas Ajax, Tordec, Inversiones Ferroviarias de México, Romsega Diseño y Construcciones, y Vivienda y Construcciones. Se explicó que en ninguno de los contratos citados el consorcio comprobó que haya operado un sistema de tracción-frenado del material rodante en algún tren ligero, ferrocarril metropolitano o monorriel, funcionando en los últimos 15 años. De igual forma, se les hizo la observación de que el sistema de tracción frenado y el pilotaje automático no ha sido construido u operado por alguno de los integrantes de dicho consorcio.
El 23 de septiembre de 2022, se otorgó la licitación para la construcción de las líneas 4, 5 y 6 del Metro al consorcio conformado por la firma portuguesa Mota-Engil de México y la china CRRC Hong Kong. En rueda de prensa se informó que las empresas chinas serán las proveedoras del material rodante y vagones, mientras que la compañía mexicana se encargará de la construcción. El Secretario de Movilidad y Planeación Urbana de Nuevo León Hernán Villarreal explicó que la licitación tiene dos opciones de costo y que ambas son rentables para la administración. En caso de que las 3 líneas sean elevadas, el monto ascenderá a 25 mil 861 millones de pesos más IVA. Si la línea 5 se construye a nivel, el costo bajaría a 25 mil 857 millones de pesos más IVA. El consorcio formado por Mota-Engil y CRRC firmará el contrato el 26 de septiembre a las 10:00, en las oficinas de la Dirección Jurídica de la Secretaría de Movilidad y Planeación Urbana, ubicadas en la Torre Administrativa. En cuanto a la posibilidad de construir parte del sistema de transporte a nivel de calle, durante la lectura de fallo de la licitación SMPU-LPI-001-2022 se especificó que ese tema será definido en noviembre de 2024.
El proceso de construcción tuvo inicio el 30 de septiembre de 2022 para las líneas 4 y 6 siendo de tipo monorriel. La línea 5 quedará pendiente haciéndose una consulta popular en noviembre de 2024 para determinar si será monorriel elevado o ferrocarril metropolitano a nivel de suelo.

### Protestas por su construcción
El 3 de febrero de 2023, un grupo de residentes de las colonias Linda Vista, Libertad y La Lolita en el municipio de Guadalupe realizaron una protesta en contra de la construcción elevada de las líneas 5 y 6 del Metrorrey. La manifestación se llevó a cabo en la Avenida Miguel Alemán a la altura de la calle Larga Vista y contó con la participación de aproximadamente 30 personas. Los participantes en la protesta expresaron que no fueron consultados sobre la construcción del metro y que han tenido dificultades para comunicarse con las autoridades. Las mantas de protesta reflejaban su oposición a la construcción elevada del metro, pero apoyaban la construcción subterránea debido a que no afectaría la circulación en la Avenida Miguel Alemán. Además, solicitaron al Gobernador Samuel García una evaluación detallada de la construcción de la línea del metro sobre la Avenida Miguel Alemán, debido a preocupaciones por la presencia de mantos acuíferos en la avenida.
El 11 de febrero de 2023, decenas de personas se hicieron presentes afuera de un recinto en donde se encontraban autoridades del estado para protestar contra los proyectos de movilidad promovidos por el gobernador de Nuevo León, Samuel García. La protesta se llevó a cabo durante un evento relacionado con el arranque de la construcción de la Línea 6 del Metrorrey. Los manifestantes expresaron su descontento con los proyectos de construcción de las líneas 5 y 6 del Metro, considerando que su formato elevado generaría obstrucciones a la vialidad. Sin embargo, estarían de acuerdo con la realización de la Línea 6 en formato subterráneo.

### Construcción
A principios de 2023 se anunció que el 11 de febrero de 2023 se iniciaría la construcción de la infraestructura de la Línea 6. Estos consistieron en la realización del primer sondeo de verificación para la cimentación profunda. Ese día se llevó a cabo la ceremonia de inicio de la construcción. El gobernador de Nuevo León Samuel García encabezó el evento. La construcción de la Línea 6 se espera que brinde servicios a más de 120 mil usuarios y forme parte de los pilares del Plan Maestro de Movilidad, con el objetivo de mejorar la movilidad en la zona metropolitana de Monterrey. La ceremonia contó con la presencia del secretario técnico del Estado, Mario Ramón Silva Rodríguez, y del secretario de Movilidad y Planeación Urbana, Hernán Manuel Villarreal Rodríguez, entre otros. El Gobernador García aseguró que la construcción se realizará de manera eficiente, efectiva y rápida, sin causar impacto en la ciudadanía.
En el marco de la construcción de la Línea 6 del metro, se han planificado tareas que incluyen el trazado, diseño de estaciones, material rodante, patio y taller, así como adecuaciones viales en su ruta. La primera fase de la Línea 6 tendrá una longitud de 9 kilómetros, desde la Y Griega hasta Citadel, pasando por los municipios de Monterrey, Guadalupe, San Nicolás de los Garza y Apodaca.
El secretario de Movilidad y Planeación Urbana, Hernán Manuel Villarreal Rodríguez, informó que el proceso constructivo de la Línea 6 comenzará con un tramo que incluirá la estación Citadel, donde se encontrarán los talleres y se almacenarán los vagones. El funcionario pidió paciencia a la población durante la obra, ya que, aunque se ha planificado evitar el cierre de vialidades y permitir el tránsito de transporte público urbano por sus rutas habituales, se requerirá reducir de uno a dos carriles centrales durante el periodo de perforación para la cimentación y de dos a tres carriles durante la etapa constructiva.

## Estaciones
| Estación                | Inauguración | Ubicación                                                                            | Municipio                | Comb. | Estación                  | Tipo de estación |
| ----------------------- | ------------ | ------------------------------------------------------------------------------------ | ------------------------ | ----- | ------------------------- | ---------------- |
| Hospital de Ginecología | 2027         | Avenida Constitución con Avenida Félix Uresti Gómez                                  | Monterrey                |       | Terminal y de combinación | Elevada          |
| Torre Administrativa    | 2026         | Calle Washington con Avenida Fundidora                                               | Monterrey                | -     | De paso                   | Elevada          |
| Y Griega                | 2026         | Calzada Francisco I. Madero con Avenida Cristóbal Colón                              | Monterrey                |       | De combinación            | Elevada          |
| Churubusco              | 2026         | Avenida Miguel Alemán con Avenida Churubusco                                         | Guadalupe                | -     | De paso                   | Elevada          |
| Linda Vista             | 2026         | Avenida Miguel Alemán con Avenida Constituyentes de Nuevo León                       | Guadalupe                | -     | De paso                   | Elevada          |
| Azteca                  | 2027         | Avenida Miguel Alemán con Avenida Azteca                                             | Guadalupe                | -     | De paso                   | Elevada          |
| Bonifacio Salinas       | 2026         | Avenida Miguel Alemán con Avenida General Bonifacio Salinas                          | Guadalupe                | -     | De paso                   | Elevada          |
| San Rafael              | 2026         | Avenida Miguel Alemán con San Rafael                                                 | Guadalupe                | -     | De paso                   | Elevada          |
| Miguel Alemán           | 2026         | Avenida Miguel Alemán con Avenida Ruiz Cortínes                                      | Guadalupe                |       | De paso                   | Elevada          |
| Arboledas               | 2026         | Avenida Miguel Alemán con Calle Trabajadores Cetemistas                              | Guadalupe                | -     | De paso                   | Elevada          |
| La Fe                   | 2026         | Avenida Miguel Alemán con Calle Del Mayorazgo                                        | San Nicolás de los Garza | -     | De paso                   | Elevada          |
| Citadel                 | 2027         | Avenida Miguel Alemán con Calle Puerto Tampico                                       | San Nicolás de los Garza | -     | De paso                   | Elevada          |
| Isidoro Sepúlveda       | 2027         | Avenida Miguel Alemán con Avenida Isidoro Sepúlveda Martínez                         | Apodaca                  | -     | De paso                   | Elevada          |
| Altea Huinalá           | 2027         | Avenida Miguel Alemán con Boulevard Julián Treviño Elizondo                          | Apodaca                  | -     | De paso                   | Elevada          |
| Nave 01                 | 2027         | Avenida Miguel Alemán con Avenida Milimex                                            | Apodaca                  | -     | De paso                   | Elevada          |
| Sendero La Fe           | 2027         | Avenida Miguel Alemán con Avenida Concordia                                          | Apodaca                  | -     | De paso                   | Elevada          |
| Apodaca                 | 2027         | Avenida Miguel Alemán con Boulevard Carlos Salinas de Gortari                        | Apodaca                  |       | De combinación            | Elevada          |
| Zona industrial         | 2027         | Avenida Miguel Alemán con Avenida Arco Vial                                          | Apodaca                  | -     | De paso                   | Elevada          |
| Hospital Regional       | 2027         | Avenida Miguel Alemán con Bulevar Aeropuerto Frente al Hospital Regional del IMSS 67 | Apodaca                  | -     | De paso                   | Elevada          |
| Aeropuerto              | 2027         | Boulevard Aeropuerto                                                                 | Apodaca                  |       | Terminal y de combinación | Elevada          |